# فاجعه تونل مکه ۱۳۶۹
فاجعه تونل منا در روز دوشنبه ۱۱ تیر ۱۳۶۹ منجر به کشته شدن ۱۴۲۶ نفر شد و بعد از فاجعهٔ منا در حج ۱۳۹۴، مرگبارترین حادثه در مراسم حج است.
این حادثه در زمان حکومت ملک فهد اتفاق افتاد.

## رویداد
حادثه در تونلی به طول ۵۴۰ متر و عرض ۱۰ متر که مکه را به منا و عرفات متصل می‌کند، رخ داد. تونل در دست ساخت بود و جزئی از پروژهٔ توسعهٔ ۱۵ میلیارد دلاری دولت سعودی بود.
هنگامی که حاجیان در حال حرکت برای رمی جمرات بودند، نردهٔ پل عابر پیاده خم شد و هفت نفر به پایین پل و روی مردمی که در حال خروج از تونل بودند، سقوط کردند. در تونل با ظرفیت ۱۰۰۰ نفر، حدود ۵۰۰۰ نفر گرفتار شدند. در دمای ۴۲ درجه، سیستم تهویه تونل نیز از کار افتاد و تلفات را افزایش داد.
بسیاری از کشته شدگان، تبعهٔ مالزی، اندونزی و پاکستان بودند.